# Scopus umbretta
L'umbretta (Scopus umbretta Gmelin, 1789), è un uccello trampoliere di medie dimensioni, ed unica specie vivente nel genere Scopus e della famiglia Scopidae. Originariamente si pensava che questo uccello fosse imparentato con i Ciconiiformes, ma successivi studi hanno dimostrato trattarsi di un Pelecaniformes, e si pensa che i suoi parenti più stretti siano pellicani e il becco a scarpa. La forma della testa con il lungo becco e la cresta di piume sulla nuca ricorda vagamente un martello, che da all'animale il suo nome inglese hamerkop, una parola afrikaans per "testa di martello". L'umbretta è un uccello acquatico di taglia media dal piumaggio marrone. Si trova in Africa, Madagascar e Arabia, e abita un'ampia varietà di zone umide, inclusi estuari, rive dei laghi, stagni da pesca, sponde dei fiumi e coste rocciose. L'umbretta è un uccello stanziale che spesso compie movimenti locali.
L'umbretta si nutre di una vasta gamma di prede, principalmente pesci e anfibi, sebbene integri nella sua dieta anche gamberetti, insetti e roditori, solitamente cacciati in acque poco profonde. La specie è rinomata per i suoi enormi nidi, molti dei quali vengono costruiti durante la stagione riproduttiva. Insolitamente per un uccello trampoliere il nido ha una camera di nidificazione interna dove vengono deposte le uova. Entrambi i genitori covano le uova e allevano i pulcini.
La specie non è minacciata a livello globale ed è localmente abbondante in Africa e in Madagascar, e l'Unione Internazionale per la Conservazione della Natura (IUCN) l'ha valutata come a Rischio minimo.

## Descrizione

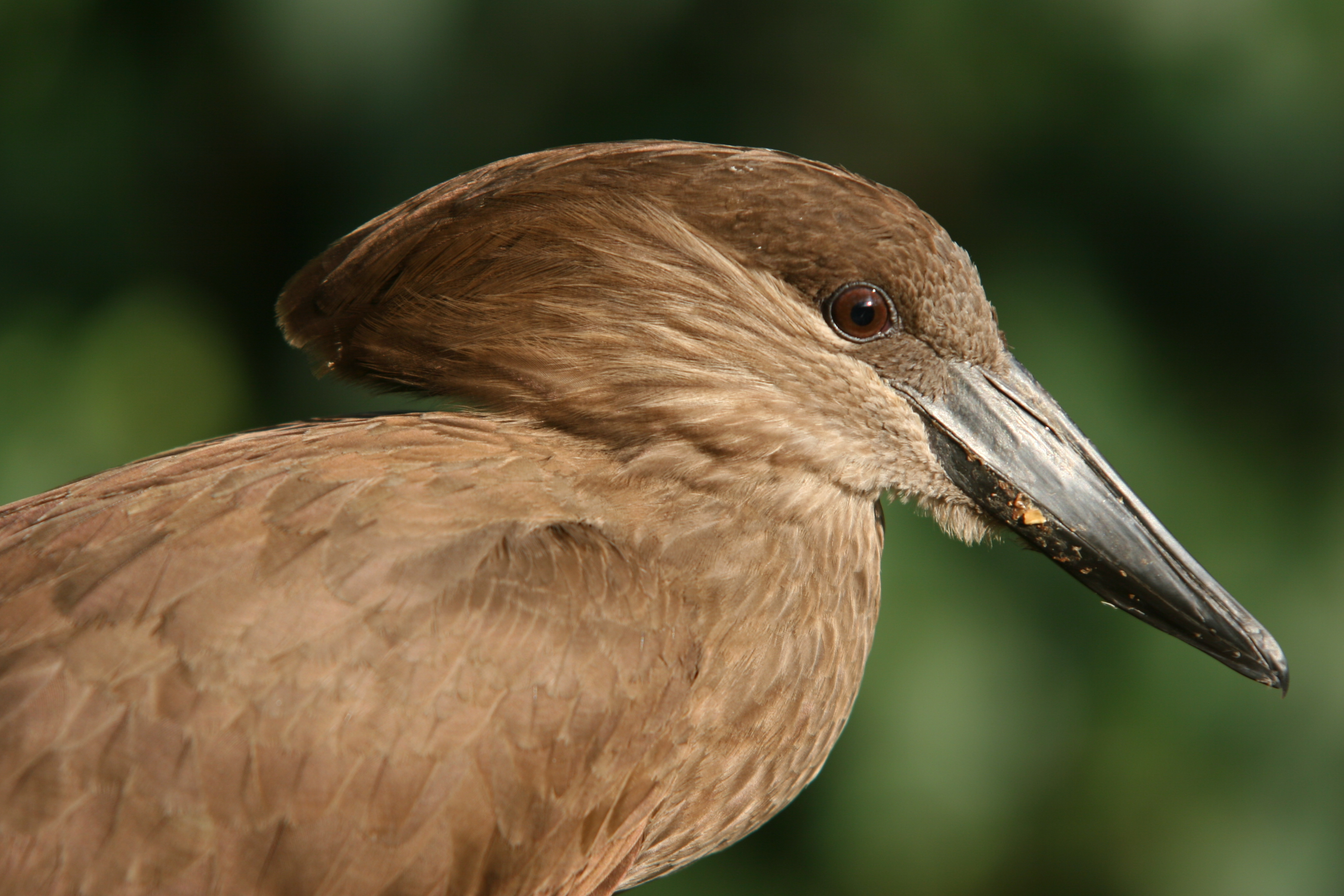
La sottospecie S. u. minor è più piccola ed ha un piumaggio più scuro

L'umbretta è un uccello acquatico di medie dimensioni, alto all'incirca 56 centimetri (22 pollici), per un peso di 470 grammi (17 once), sebbene la sottospecie S. u. minor sia più piccola. Il piumaggio è marrone-grigio con iridescenze violacee sul dorso; S. u. minor ha un piumaggio più scuro. La coda è relativamente corta e le penne presentano un motivo a barre più scure lungo tutta la loro lunghezza. I sessi sono molto simili tra di loro e i giovani assomigliavano agli adulti. Il becco è lungo da 80 a 85 millimetri (3,1-3,3 pollici) e leggermente uncinato all'estremità, simile a quello del ben più grande becco a scarpa, ed è abbastanza compresso e sottile, in particolare nella metà inferiore della mandibola. Il becco è marrone nei giovani, divenendo sempre più scuro fino a diventare nero quando l'uccello si impenna.
Il collo e le zampe sono proporzionalmente più corti di quelli di altri Pelecaniformes dall'aspetto simile. Le zampe sono lunghe e nere. I piedi sono solo parzialmente palmati. Il dito medio è a pettine (pettinato) come quello degli aironi. La sua coda è corta, mentre le sue ali sono grandi, larghe e con la punta arrotondata; ciò lo rende un buon planatore, sebbene spicchi il volo ancora meno dei becco a scarpa o di alcune cicogne. Quando è in volo, l'umbretta allunga il collo in avanti, come una cicogna o un ibis, mentre quando sbatte le ali ritira il collo sul dorso, come gli aironi. Quando è a terra si muove a scatti veloci, ondeggiando la testa ed il collo ad ogni passo. Talvolta, mantiene le ali aperte durante la corsa per una maggiore stabilità.

## Biologia
Questi uccelli sono attivi principalmente durante il giorno, spesso riposando al mezzogiorno, il periodo più durante il caldo della giornata. Talvolta, sono attivi anche durante le ore crepuscolari, essendo attivi anche al tramonto, sebbene non siano uccelli notturni.

### Comportamento sociale
Le umbrette sono perlopiù silenziose quando non sono in gruppo, divenendo molto più "vocali" quando sono in coppia o in gruppo. L'unico richiamo che emettono quando sono sole, viene emesso in volo, ed è uno stridulo "nyip" o "kek". In gruppo, le vocalizzazioni includono una serie di richiami tra cui risate e scricchiolii nasali. Un richiamo altamente sociale, è uno stridulo "yip-purr", che viene emesso solamente quando l'uccello si riunisce in numerosi gruppi. Quando più esemplari si radunano in uno stormo, i vari individui iniziano il richiamo con una serie di "yip", lasciando alla fine posto ad un verso simile alle fusa di un gatto. Questo richiamo viene effettuato con il collo esteso e talvolta accompagnato da un battito d'ali, diventando sempre più vigoroso quando è presente un numero maggiore di uccelli.
Un altro comportamento sociale molto comune è la "falsa monta", in cui un uccello sta sopra un altro in una posa simile all'atto dell'accoppiamento. Questo specifico comportamento è stato osservato sia tra le coppie che tra gli uccelli senza partner, oltre che tra esemplari dello stesso sesso. Sono state osservate anche monte invertite, in cui è la femmina a montare il maschio. Per questo motivo, si ritiene che questo comportamento abbia uno scopo sociale e non correlato al legame di coppia. Sebbene non siano uccelli particolarmente aggressivi con i membri della propria specie, gli esemplari dominanti mostrano la loro supremazia aprendo leggermente il becco ed alzando la cresta di piume per intimidire i rivali. Quando sono in gruppo, inoltre, questi uccelli praticano la toelettatura sociale, lisciando e pulendo le piume di esemplari non correlati o che non fanno parte della coppia.

### Alimentazione

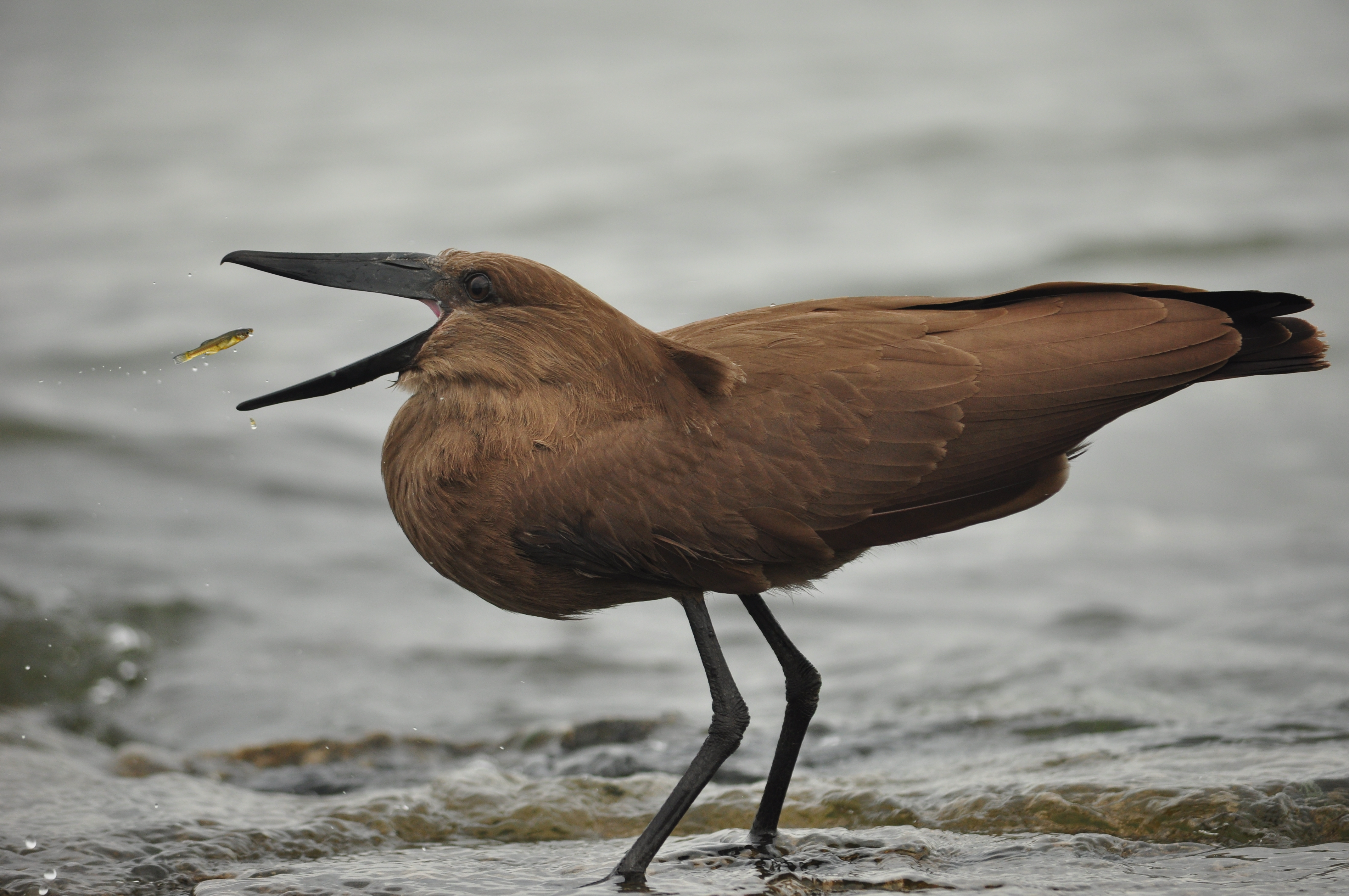
Una umbretta mentre ingoia un pesce

Questa specie, normalmente, si nutre da sola o in coppia, anche se talvolta può riunirsi in grandi stormi per nutrirsi quando il cibo è abbondante. Sono uccelli generalisti, sebbene anfibi e pesci costituiscano la maggior parte della sua dieta. La loro dieta include anche gamberetti, insetti e piccoli roditori. La loro dieta sembra variare molto in base al luogo: la dieta degli esemplari presenti nell'Africa orientale e meridionale è costituita principalmente da rane artigliate e da girini, mentre gli esemplari del Mali si nutrono quasi esclusivamente di piccoli pesci. La sua dieta generalizzata e la sua predilezione per piccole prede, ha permesso a questo uccello di espandersi anche in territori dove il cibo è limitato. Le umbrette si nutrono solo per una parte della giornata.

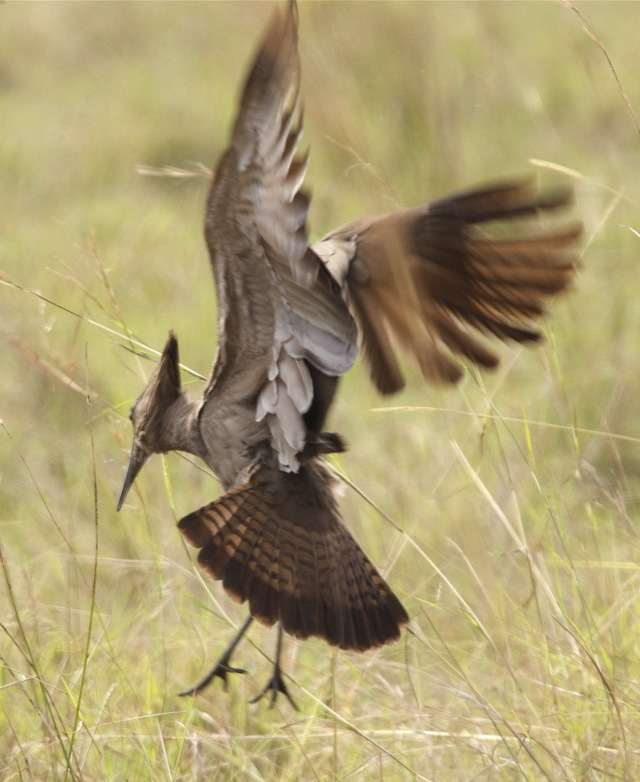
Un esemplare mentre caccia in volo. Notare il motivo a bande sulle penne della coda

Normalmente, questi uccelli cacciano attraversando lentamente le acque poco profonde con le loro lunghe zampe. Le prede vengono individuate in modo diverso a seconda delle circostanze ambientali; se l'acqua è limpida, l'animale individuerà le sue prede con la vista, mentre se l'acqua è più fangosa e torbida, farà affidamento sul suo becco sensibile, sondando l'acqua a becco aperto e chiudendolo di scatto non appena qualcosa vi si avvicina. Per spaventare le prede fuori dai loro nascondigli, spesso sbatte le lunghe zampe sul fondale o apre improvvisamente le ali. Le prede catturate nel fango vengono sbattute prima di essere ingerite per pulirle o, se possibile, portate in acqua più pulita per sciacquarle. L'umbretta è anche in grado di nutrirsi in volo, volando lentamente appena sopra l'acqua con le zampe a penzoloni e la testa rivolta verso il basso, quindi abbassa le zampe e si libra momentaneamente quando viene avvistata la preda. La preda viene quindi afferrata con il becco e inghiottita in volo. Questo metodo di cattura sembra essere molto fruttuoso, catturando la preda 27 tentativi su 33, durante una sessione di 45 minuti. Alcuni esemplari sono stati osservati nutrirsi anche di sciami di termiti quando queste conducono i loro voli nuziali, afferrando fino a 47 alate (termiti volanti) in cinque minuti.
Questa specie è anche in grado di sfruttare la presenza di altri animali a suo vantaggio. Alcuni esemplari sono stati osservati mentre catturava gli insetti che seguono ed infastidiscono le mandrie di bovini e bufali, in modo simile agli aironi guardabuoi, mentre alcuni esemplari sceglievano di pescare proprio nei pressi dei branchi di ippopotami, che con i loro movimenti subacquei smuovono il fondale facendo scappare i pesci in superficie. È stato anche osservato come una coppia di umbrette abbia cacciato in associazione con un gruppo di manguste striate; quando le manguste iniziarono a cacciare le rane nel fango essiccato a lato di una pozza d'acqua, la coppia di umbrette assistette il gruppo, catturando le rane che sfuggivano alle manguste.

### Riproduzione
L'aspetto più strano del comportamento riproduttivo dell'umbretta è la costruzione dei loro enormi nidi, che talvolta possono essere più larghi di 1,5 metri (4 piedi e 11 pollici) e abbastanza forti da sostenere il peso di un uomo. Il nido viene solitamente costruito tra due rami di un albero che facciano da base, spesso nei pressi di corsi d'acqua, ma se necessario, il nido viene costruito anche sulle rive, su scogliere, sul terreno o su strutture artificiali come muri o una dighe. La coppia inizia creando una piattaforma di bastoni tenuti insieme dal fango, quindi ne costruisce i muri ed un tetto a cupola. Un ingresso intonacato di fango largo circa 13–18 centimetri (5,1–7,1 pollici) sul fondo conduce attraverso un tunnel lungo fino a 60 centimetri (24 pollici) ad una camera di nidificazione abbastanza grande da alloggiare i genitori e i pulcini. È stato stimato che una coppia impieghi dalle 10 alle 14 settimane per terminare il proprio nido, e un ricercatore ha stimato che sarebbero necessari circa 8000 bastoncini o ciuffi d'erba per completare l'intera struttura. La coppia può anche aggiungere ulteriore materiale al nido anche se quest'ultimo è completato o se le uova sono già state deposte. Gran parte del materiale usato come aggiunta al nido dopo il suo completamento non sono bastoncini, ma una strana raccolta di oggetti casuali tra cui ossa, pelle e rifiuti umani.

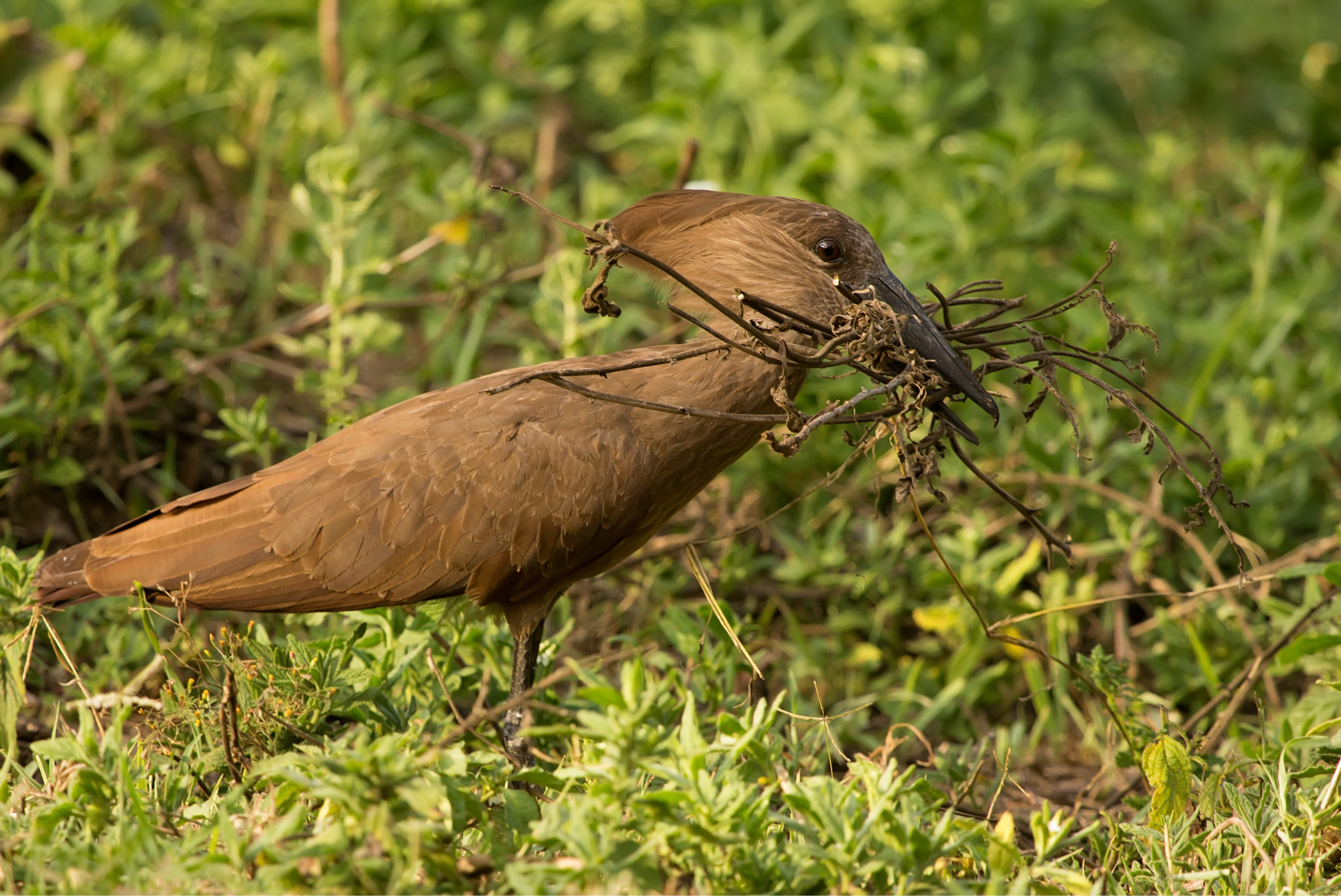
Un individuo mentre raccoglie del materiale per il nido al Lago Naivasha, Kenya

Le coppie di umbrette sono costruttori di nidi compulsivi, costruendo da tre a cinque nidi all'anno, indipendentemente dal fatto che si riproducano o meno. Entrambi i sessi si impegnano nella costruzione del nido, pertanto si pensa che la costruzione dei nidi possa avere una funzione nel creare o mantenere saldo il legame di coppia. Talvolta, gufi reali e barbagianni possono scacciare la coppia dal proprio nido ed occuparlo. Una volta che i gufi se ne vanno, la coppia reclama il nido riutilizzandolo. I gufi possono anche usare nidi abbandonati, come rifugio, così come serpenti, piccoli mammiferi come le genette, e vari uccelli tra cui uccelli tessitori, storni e piccioni che talvolta costruiscono i loro nidi sulle pareti esterne della struttura. Le umbrette nidificano raramente le une vicine alle altre, anche in Uganda, dove sono stati contati 639 nidi in un'area di 8 km 2 (3,1 miglia quadrate); anche se ogni coppia avesse costruito sette nidi, ciò significherebbe che 80 coppie stavano nidificando in quella stessa zona. La specie non è considerata gregaria, in quanto non nidifica abitualmente gli uni vicini agli altri, ma non è nemmeno considerata altamente territoriale. Anche dove le coppie occupano un territorio più ampio, questi territori si sovrappongono e i confini sono mal definiti.
Nell'Africa orientale l'accoppiamento avviene tutto l'anno, mentre nel resto del suo areale raggiunge il picco in momenti diversi, con una leggera inclinazione verso la stagione secca, in modo che le uova si schiudano durante la stagione delle piogge. Le coppie monogame si impegnano in un corteggiamento rituale, per poi accoppiarsi sul nido o sul terreno vicino. La covata è composta da 3 a 7 uova di colore bianco gessoso, che chiazzeranno con il tempo. Le uova misurano in media 44,5 millimetri × 33,9 millimetri (1,75 × 1,33 pollici) e pesano circa 27,8 grammi (0,98 once), ma si osservano notevoli variazioni. Le dimensioni delle uova variano in base alla stagione, alle dimensioni complessive della covata e da uccello a uccello. Entrambi i sessi covano le uova, sebbene le femmina sembrino passare più tempo in cova. L'incubazione dura circa 30 giorni dalla deposizione del primo uovo alla schiusa, le uova vengono deposte con intervalli da uno a tre giorni e si schiudono in modo asincrono.
Entrambi i genitori si prendono cura dei cuccioli portando il cibo, spesso lasciandoli soli per lunghi periodi. Questa abitudine, insolita tra i trampolieri, potrebbe essere dovuta alla protezione fornita dal nido. I pulcini nascono con un piumino grigio, che cominceranno a perdere entro 17 giorni dalla schiusa, a seguito di cui acquisiranno il piumaggio adulto, prima sulla testa e poi sul resto del corpo, nel giro di un mese. A 44-50 giorni, i giovani lasciano il nido, continuando però ad usarlo per appollaiarsi la notte, fino a quando non hanno due mesi di vita, quando abbandoneranno completamente il nido, allontanandosi completamente dai genitori.

## Distribuzione e habitat
L'umbretta abita l'Africa subsahariana, il Madagascar e l'Arabia sud-occidentale costiera. Il suo habitat consiste in zone umide, come fiumi, torrenti, pozze stagionali, estuari, bacini artificiali, paludi, mangrovie, terreni irrigati come le risaie, savane e foreste, dalle acque poco profonde dove è più facile trovare il cibo. In Tanzania, alcune popolazioni hanno iniziato a nutrirsi anche nelle coste rocciose. In Arabia si può trovare negli uadi rocciosi, ricchi d'acqua e grandi alberi. La maggior parte delle popolazioni sono stanziali all'interno dei loro territori, sorvegliato da coppie, ma compiono piccole migrazioni in habitat adatti solo durante la stagione delle piogge. La specie è molto tollerante nei confronti dell'uomo, spesso nutrendosi e riproducendosi nei pressi di villaggi e altri habitat creati dall'uomo.

## Tassonomia

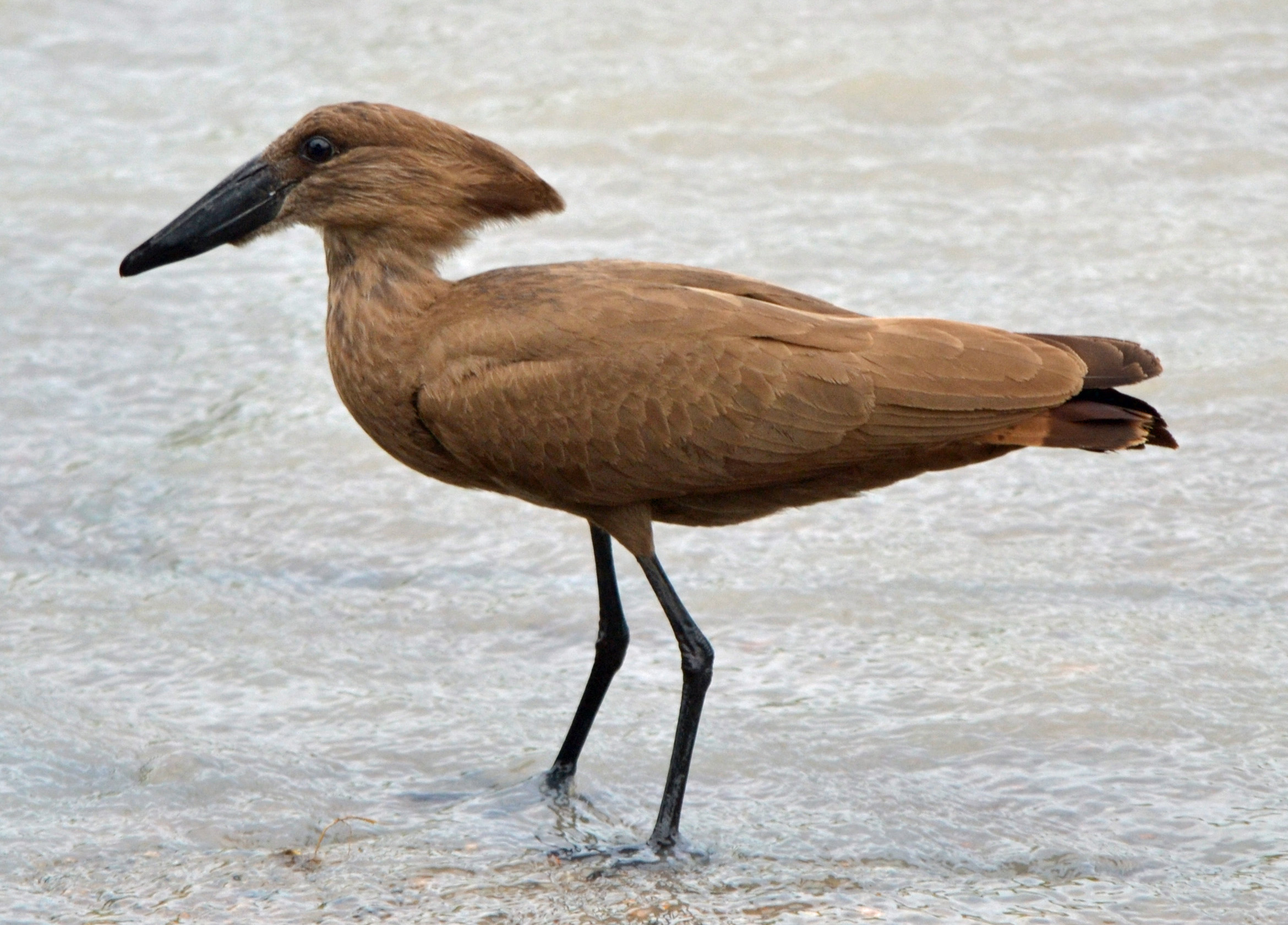
Un esemplare in un fiume nel Parco nazionale di South Luangwa, Zambia

L'umbretta venne descritta dallo zoologo francese Mathurin Jacques Brisson, nel 1760, nel suo Ornithologia, pubblicato due anni dopo la decima edizione del Systema Naturae di Carl Linneo. Il lavoro di Brisson fu successivamente incorporato da Linneo nella sua 12ª edizione del Systema Naturae. I nomi di Brisson per i generi degli uccelli descritti furono ampiamente adottati dalla comunità ornitologica nonostante non usassero il sistema binomiale di Linneo. La Commissione internazionale per la nomenclatura zoologica stabilì nel 1911 che i generi di Brisson erano disponibili sotto il Codice internazionale di nomenclatura zoologica, quindi Brisson è considerato l'autore del genere dell'umbretta. Il nome specifico umbretta fu dato all'uccello nel 1789 dal naturalista tedesco Johann Friedrich Gmelin. Il nome generico, Scopus, deriva dal greco antico skia e significa "ombra". Il nome specifico umbretta venne modificato dal latino e significa "terra d'ombra" o "marrone scuro".
L'umbretta è sufficientemente distinto dagli altri uccelli per essere collocato in una propria famiglia, sebbene le relazioni di questa specie con altre famiglie di uccelli siano state un mistero per lungo tempo. Originariamente, l'umbretta venne inclusa in Ciconiiformes, ma successive analisi hanno dimostrato che l'animale è più vicino ai Pelecaniformes. Studi recenti hanno dimostrato che i suoi parenti più stretti sono pellicani e il becco a scarpa.
L'umbretta è l'unico membro vivente della sua famiglia, ed è conosciuta una singola specie fossile: Scopus xenopus venne descritto dall'ornitologo Storrs Olson nel 1984, sulla base di due ossa trovate nei depositi pliocenici del Sudafrica. Scopus xenopus era leggermente più grande dell'umbretta odierna e Olson ipotizzò, in base alla forma del tarso, che la questa specie potesse essere più acquatica.

### Sottospecie
Sono riconosciute 2 sottospecie:
- Scopus umbretta umbretta Gmelin, JF, 1789 - sottospecie nominale, diffusa in Africa tropicale, Madagascar, e Arabia sud-occidentale
- Scopus umbretta minor Bates, 1931 - diffusa nelle aree costiere dell'Africa occidentale

Sono state proposte due ulteriori sottospecie: S. u. bannermani del Kenya sudoccidentale, i cui esemplari sono solitamente raggruppati nella sottospecie tipo. È stato suggerito che gli esemplari presenti in Madagascar possano rappresentare una sottospecie distinta, nel qual caso verrebbero inseriti nella sottospecie S. u. tenuirostris. Questa possibile sottospecie fu descritta da Austin L. Rand, nel 1936. È stato anche suggerito che gli esemplari vicino al fiume Kavangoin, Namibia, potrebbero essere una sottospecie distinta, ma non è stata fatta alcuna descrizione formale.

## Conservazione

### Interazioni con l'uomo

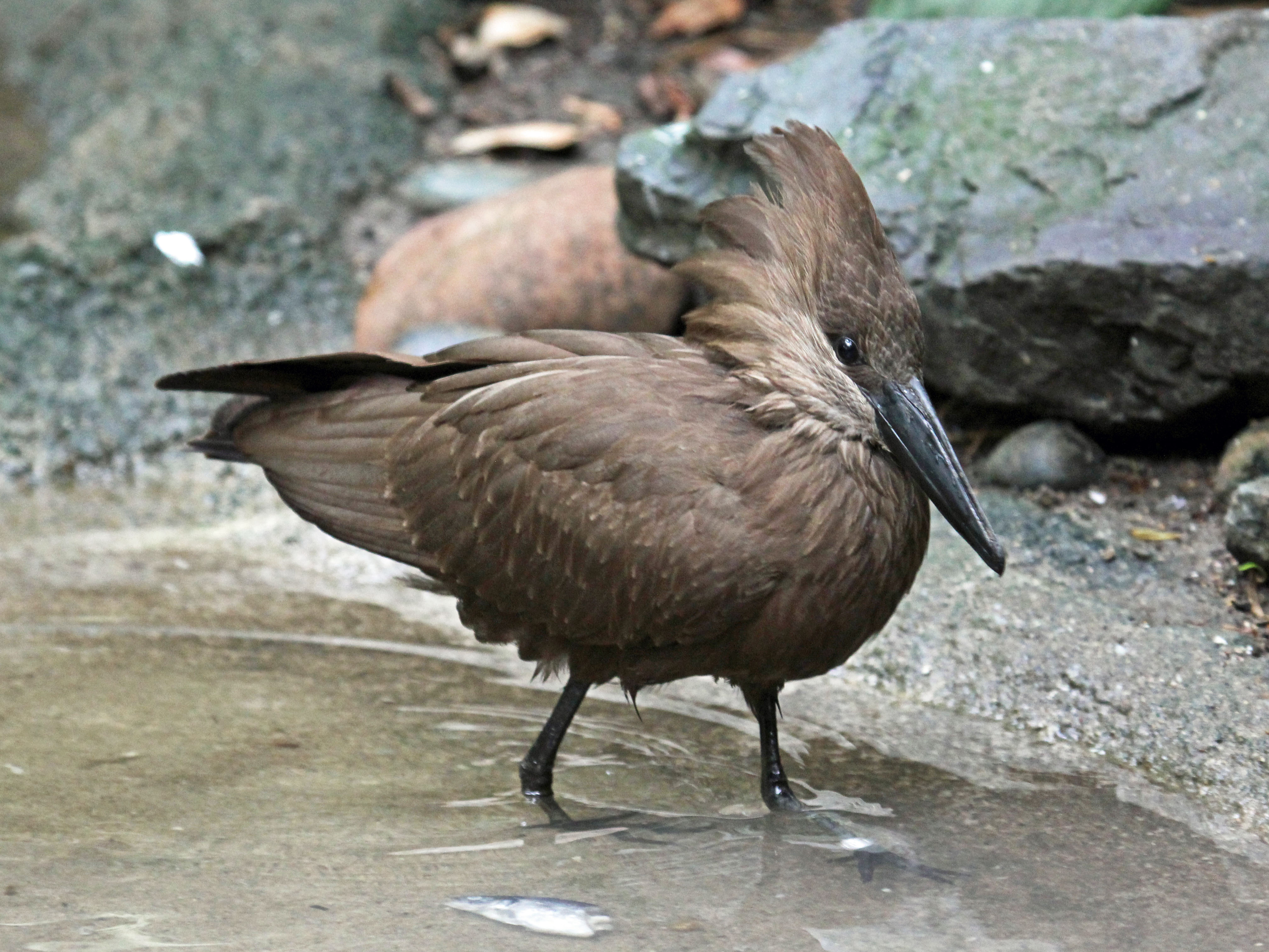
Un esemplare mentre arruffa le piume, allo zoo di San Diego

Esistono varie leggende sull'umbretta. In alcune regioni, le persone affermano che gli altri uccelli lo aiutino a costruire il suo enorme nido. Gli informatori ǀXam di Wilhelm Bleek dissero che quando un'umbretta si levo in volo lanciando richiami sopra il loro campo, capirono che qualcosa vicino a loro era morto.
È noto in alcune culture come l'uccello del fulmine, e i Boscimani del Kalahari credono o credevano che essere colpiti da un fulmine fosse una punizione per aver tentato di saccheggiare il nido di un'umbretta. Credono anche che il dio malvagio Khauna protegga questi uccelli e proibisca che essi vengano uccisi. Secondo un'antica credenza malgascia, chiunque distrugga il nido di un'umbretta prenderà la lebbra, mentre una poesia malgascia lo definisce un "uccello malvagio". Tali credenze hanno dato all'uccello una certa protezione dalla caccia e dal saccheggio dei suoi nidi.
In Kenya, questo uccello è legato alla stregoneria ed è considerato un uccello del malaugurio; cacciarli o ucciderli porta sfortuna.
Scopus, un database di abstract e citazioni per articoli di riviste accademiche, ha ricevuto il suo nome in onore di questo uccello, così come il giornale della Società di storia naturale dell'Africa orientale, Scopus.